# Historia de Taiwán hasta 1949

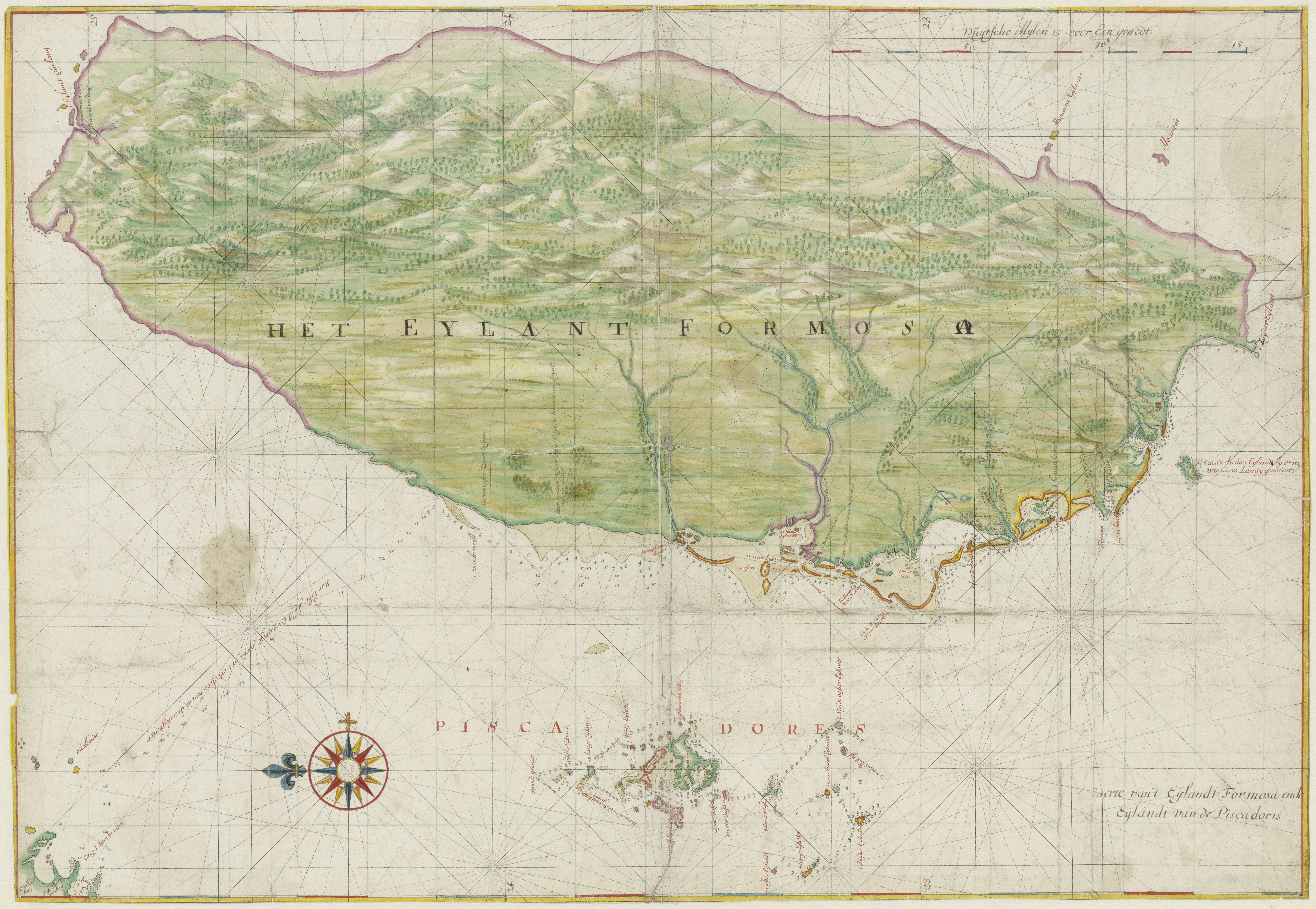
Mapa neerlandés de Formosa y las Pescadores del cartógrafo Johannes Vingboons conservado en el Nationaal Archief (La Haya).

Originalmente poblada por pueblos malayo-polinesios, la isla de Taiwán entraría en el siglo XVI en el escenario político internacional al pasar a ser controlada por neerlandeses, españoles y por el imperio manchú de la dinastía Qing. Este último acabaría cediendo la isla a Japón en 1895, tras la derrota en la primera guerra sino-japonesa. La isla volvió a la soberanía china en 1945, tras la derrota japonesa en la Segunda Guerra Mundial. En 1949 Taiwán se convirtió en el refugio de los nacionalistas chinos del Kuomintang, perdedores de la guerra civil china frente al Partido Comunista de China, y desde entonces hasta la actualidad se ha mantenido el régimen de la República de China.
En este tiempo (entre el siglo XVII y el año 1949) Taiwán vivió dos breves periodos de independencia: de 1662 a 1683 como Reino de Tungning, y 184 días del año 1895 como República de Formosa.
Este artículo trata de la historia de Taiwán hasta 1949. Para la etapa posterior, véase el artículo Historia de la República de China en Taiwán.

## Prehistoria
La isla de Taiwán ha estado habitada desde hace al menos 30 000 años. Aunque no se conocen las características de los pueblos más antiguos que vivieron en la isla, parece que hace alrededor de 4000 años la población permanente perteneció al grupo lingüístico malayo-polinesio. En la actualidad, las lenguas malayo-polinesias se extienden desde la Isla de Pascua en el Pacífico occidental hasta la isla de Madagascar frente a las costas de África. Este dominio lingüístico forma un triángulo con Taiwán como vértice septentrional.
Algunos arqueólogos han expresado la convicción de que las culturas paleolíticas y neolíticas de Taiwán muestran una enorme similitud con las culturas costáneas en la China continental, aunque es posible que estas conclusiones estén influidas por posturas ideológicas nacionalistas.
Hasta el siglo XVI, la población malayo-polinesia de Taiwán vivió como una sociedades agrícolas poco desarrolladas. La falta de lenguaje escrito hace que se conozca muy poco de esta parte de la historia taiwanesa. Será a partir del siglo XVI cuando, con la llegada de los europeos y de los chinos, la isla pasa a ser parte del mapa político y diplomático internacional.

## Primeros contactos con los europeos
Los navegantes portugueses fueron los primeros europeos que avistaron la isla, por la que pasaban en la ruta comercial que unía la colonia portuguesa de Malaca con Japón. Estos dieron a la isla el nombre con el que se la conocería hasta épocas recientes en Occidente: Formosa ("hermosa"). En español, la isla fue conocida como Isla Hermosa durante los siglos XVI y XVII.
Aunque los portugueses avistaron la isla desde el mar y le dieron el nombre de Formosa a principio del siglo XVI, ningún europeo llegó a pisar la isla hasta julio de 1582 cuando un barco portugués que hacía la ruta entre Macao y Japón naufragó junto a la costa de la isla. Varios jesuitas portugueses y españoles formaban parte de la tripulación, que se refugió en la isla. A uno de estos jesuitas, el portugués Francisco Pirez, corresponde la primera descripción escrita de la isla en un idioma europeo.

## Taiwán bajo control neerlandés
Aunque los japoneses, tras la unificación bajo el shogunato Tokugawa, intentaron sin éxito la conquista de la isla, serían los neerlandeses quienes conseguirían por primera vez imponer un sistema de gobierno sobre la población aborigen de la isla.
En 1602, los neerlandeses establecieron en Batavia, actual Yakarta, en la isla de Java, la sede de la Compañía Neerlandesa de las Indias Orientales, destinada a organizar el comercio entre la provincia y Asia Oriental. Desde su base en Batavia, los neerlandeses consiguieron establecer relaciones comerciales con el shogunato japonés, que les permitió el acceso al puerto de Nagasaki en 1609. La Compañía Neerlandesa de las Indias Orientales quiso también establecer contactos comerciales con China, que, bajo la dinastía Ming, se había aislado voluntariamente del comercio internacional. En su afán por acceder a los mercados chinos, los neerlandeses llegaron a atacar la colonia portuguesa de Macao en 1622, donde fueron derrotados por las fuerzas portuguesas. Tras ese incidente, las fuerzas neerlandesas comandadas por Cornelis Reijerszoon se enfrentaron al Imperio Ming en las Islas Pescadores, tras lo cual llegaron a un pacto con la corte china por el que los neerlandeses se establecieron en Taiwán mientras que el imperio Ming abría las puertas de su mercado a la Compañía Neerlandesa de las Indias Orientales.
En Taiwán, los neerlandeses se impusieron a los aborígenes estableciendo su base cerca de la actual ciudad de Tainan, en el sur de la isla.

## La presencia española en Taiwán
El control neerlandés de la isla resultaba ser negativo para España, debido al floreciente comercio entre los mercaderes chinos y la colonia española de Manila en las islas Filipinas. La razón principal de ese comercio creciente era la plata que los españoles transportaban a Manila desde el puerto de Acapulco en el virreinato de Nueva España, actualmente México. La plata española atrajo a Manila a un número creciente de mercaderes chinos que llegaron a formar un asentamiento permanente en la ciudad. La presencia neerlandesa en Taiwán suponía una amenaza para los intereses comerciales españoles, y España, por iniciativa del gobernador de Filipinas Luis Pérez Dasmariñas, ocupó finalmente el norte de la isla, estableciendo un asentamiento permanente en el fuerte de San Salvador en la ciudad de Santísima Trinidad (actualmente Keelung) en el año 1626. En 1629, en la localidad de Castillo, actualmente Tamsui, levantaron un nuevo fuerte, el de Santo Domingo.
La presencia de los españoles en el norte de la isla y de los neerlandeses en el sur llevó a una rivalidad entre ambas potencias, que acabó con la ofensiva neerlandesa contra los fuertes españoles en el año 1642. Los españoles se vieron obligados a abandonar la isla, y Holanda se convirtió en la única potencia europea asentada en Taiwán.
El control neerlandés sobre la isla, limitado a las zonas costeras más accesibles, continuaría hasta el año 1662 cuando fueron expulsados de la isla por el rebelde chino Zheng Chenggong, más conocido en el Occidente como Koxinga.

## Koxinga
La llegada de los neerlandeses a Taiwán hizo aumentar el número de comerciantes chinos asentados en la isla. En 1650, el número de chinos ascendía ya a 30 000 frente a apenas 1000 neerlandeses. El crecimiento de la población china que, a diferencia de los aborígenes, desempeñaba un papel fundamental en el comercio y en la navegación, llevó a un enfrentamiento entre éstos y la clase dirigente neerlandesa. En 1652, el dirigente local chino Guo Huaiyi organizó una rebelión armada contra los neerlandeses. Los neerlandeses consiguieron aplacar la rebelión en una dura represión que se cobró probablemente miles de vidas.
El creciente descontento de la población china con los gobernantes neerlandeses sería aprovechado por Zheng Chenggong (Koxinga), líder militar leal a la dinastía Ming que luchó contra las tropas invasoras manchúes de la nueva dinastía Qing. Koxinga había intentado frenar la conquista manchú de China pero, al ser derrotado por el poderoso ejército de los manchúes, tuvo de huir al sur. Acorralado en la zona de Xiamen y Quemoy, el 1 de abril de 1661 ocupó las Islas Pescadores al mando de su ejército de 25.000 hombres. Desde allí, el 30 de abril atacó a los neerlandeses en Taiwán. El enfrentamiento armado entre las tropas de Koxinga y el ejército neerlandés en la isla se prolongaría hasta el 1 de febrero de 1662, cuando los neerlandeses finalmente abandonaron la isla de Taiwán.
La victoria de Koxinga se debió al apoyo de los chinos establecidos en Taiwán, que deseaban liberarse del poder neerlandés. Desde Taiwán, Koxinga deseaba organizar la reconquista de China para reinstaurar la dinastía Ming. Sin embargo, Koxinga moriría poco después de conquistar Taiwán y sería sucedido como gobernante de la isla por su hijo Zheng Jing, quien a su vez sería sucedido por su hijo, nieto de Koxinga, Zheng Keshuang. Así, la familia Zheng estableció una dinastía de gobernantes chinos sobre la isla, que no reconocían la legitimidad de la dinastía Qing que gobernaba China. Aunque los Zheng mantenían su lealtad nominal a la derrocada dinastía Ming, Taiwán se convirtió, en la práctica, en un reino independiente que estableció un sistema de administración civil sobre la isla, así como relaciones diplomáticas con Japón y las potencias europeas.
El periodo durante el cual Taiwán estuvo controlado por los Zheng se caracterizó por la continuidad de las políticas mercantilistas desarrolladas por los neerlandeses. Además del comercio, el nuevo estado alentó el desarrollo de la agricultura. Esta combinación de desarrollo comercial y agrícola llevó a una prosperidad económica sin precedentes en la isla, cuya población china aumentó hasta llegar a las 120.000 personas.
Esta prosperidad, sin embargo, se vino abajo por el deseo de Zheng Jing de apoyar las insurrecciones contra los Qing en el continente chino. Siguiendo los deseos de su padre Koxinga de derrotar a los invasores y de reinstaurar la legitimidad de los Ming, Zheng Jing decidió intervenir en la guerra civil desatada en China por la Rebelión de los Tres Feudatarios en 1674. Zheng Jing envió a sus tropas al continente a luchar junto a los tres señores feudales Geng Jingzhong, Wu Sangui y Shang Zhixin, que se habían levantado en armas contra la dinastía Qing. La guerra en el continente supuso un lastre enorme para los recursos del estado, tanto económicos como militares. En 1680, la derrota inminente de los rebeldes forzó el abandono de las tropas de Zheng Jing, que volvieron a Taiwán.
Aunque los Qing no habían mostrado inicialmente ningún interés en asumir el control sobre Taiwán, la presencia en la isla de un estado hostil llevó a la corte manchú a plantearse la conquista de la isla. Tras la muerte de Zheng Jing en 1681, tuvo lugar una lucha por la sucesión entre sus dos hijos. Zheng Keshuang se hizo finalmente con el poder, pero el estado se encontraba ya en una situación de suma debilidad.
En 1683, el almirante Shi Lang, que había desertado del ejército taiwanés de los Zheng para unirse al ejército Qing, conquistó las islas Pescadores tras una cruenta batalla. Incapaces de oponer resistencia a la invasión, Zheng Keshuang se rindió y el Imperio Qing ocupó finalmente la isla. Por primera vez en su historia, Taiwán se convertía en parte integrante del Imperio chino.

## Taiwán bajo la dinastía Qing
Tras la derrota del estado fundado por Koxinga en Taiwán, muchos de los consejeros del emperador Kangxi en la corte Qing eran partidarios de abandonar Taiwán a su suerte. La isla se había ganado la reputación de guarida de piratas y prófugos, y muchos mandarines de la corte Qing pensaban que sería difícil garantizar una administración estable en la misma, además de que podía convertirse en una carga económica para el imperio.
Sin embargo, el propio Shi Lang, gran conocedor de Taiwán, convenció al Emperador Kangxi para que el Imperio Qing anexionara la isla. Entre otras razones, Shi Lang argumentó que Taiwán suponía una defensa natural de las provincias sureñas de China y, además, existía el riesgo de que, en caso de abandonarla a su suerte, volviera a caer en manos europeas, y esto podría haber resultado perjudicial para China. La influencia de Shi Lang hizo que la corte Qing designara a la isla de Taiwán como una prefectura de la provincia de Fujian, de la que pasaría a formar parte durante los siguientes doscientos años.
A pesar de que Taiwán pasó a formar parte del estado chino, la corte imperial temía que pudiera convertirse nuevamente en foco de rebeliones por lo que impuso restricciones a la emigración a la isla, llegando incluso en un primer momento a obligar a miles de inmigrantes chinos a retornar al continente, y prohibiendo a los que se quedaron el acceso a las zonas montañosas pobladas por los aborígenes, en un intento de mantener la población china poco numerosa y bajo control.
Aunque oficialmente esta situación de aislamiento de la isla se prolongaría durante todo el siglo XVIII, con restricciones a la inmigración e incluso con la prohibición de los matrimonios mixtos entre chinos y aborígenes, la población china no dejó de crecer y de mezclarse con los aborígenes, que pasarían a ser minoría. Este crecimiento de la población china se debió en gran medida a la emigración ilegal, pero también al hecho de que las restricciones migratorias fueron suavizándose con el tiempo.
El aumento de población y de tierras cultivadas durante este periodo fue la causa de varias reformas administrativas que supusieron un aumento del número de distritos en que se dividía la isla. Hasta 1875, toda la isla formaba una prefectura. Ese año se dividió en dos prefecturas, que abarcaban un total de doce distritos.
Los enfrentamientos comerciales y bélicos con las potencias europeas en las guerras del opio llevaron a la apertura de varios puertos taiwaneses al comercio internacional. Además, Japón dio muestras de su interés por controlar la isla. La posibilidad de perder el control sobre la isla alarmó a las autoridades Qing, que decidieron reforzar el control chino sobre la isla dando a Taiwán el rango de provincia en octubre de 1885, en medio del enfrentamiento bélico entre China y Francia durante la segunda guerra del Opio. En los últimos años de dominio chino se intentó acelerar la modernización de la sociedad isleña con numerosas obras públicas, como la construcción del ferrocarril. En 1894, la capital se trasladó de Tainan a Taipéi, desplazando al norte el centro administrativo de la isla. Sin embargo, la derrota de China en la primera guerra sino-japonesa resultaría en la cesión de la soberanía a Japón en 1895. La pérdida de Taiwán sería para muchos nacionalistas chinos un elemento más de crítica a la cada vez más debilitada dinastía Qing.

## Taiwán bajo soberanía japonesa

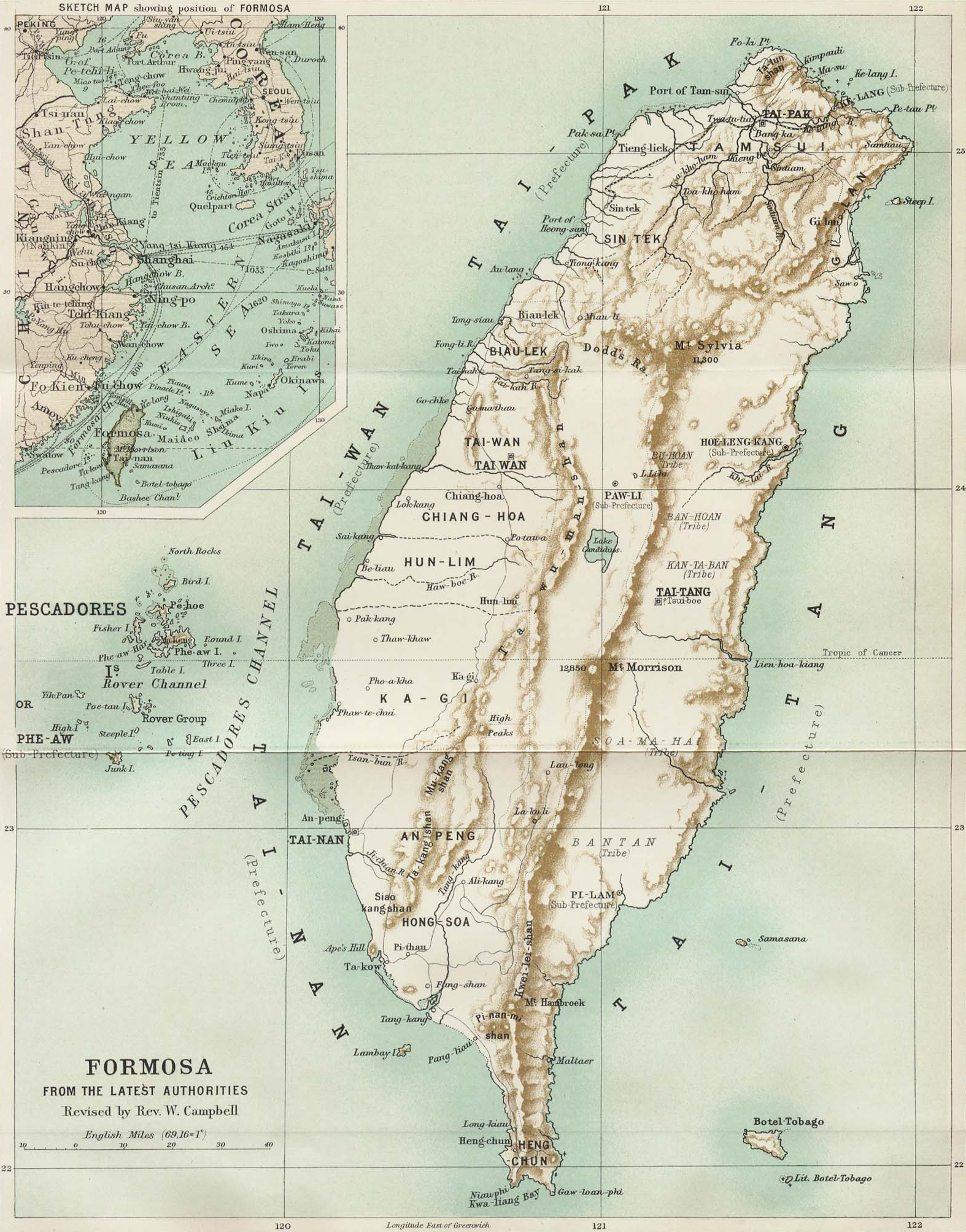
Mapa de la isla Formosa en 1896.

La firma del Tratado de Shimonoseki el 17 de abril de 1895 puso fin a la primera guerra sino-japonesa. Las negociaciones del tratado se desarrollaron con gran secretismo, y muchos taiwaneses se sintieron traicionados al saber que las autoridades chinas habían aceptado renunciar a la soberanía sobre Taiwán y las Pescadores.
Este abandono de Taiwán, que quedaba a merced de la prevista ocupación japonesa, fue rechazado por los habitantes de la isla, donde se proclamó formalmente la República de Formosa el 23 de mayo de 1895. La República de Formosa defendía la identidad china de la isla y se negaba a aceptar la soberanía japonesa. Así nacía la primera república independiente de Asia que, sin embargo, ante la falta de reconocimiento internacional y con las tropas japonesas a punto de llegar a la isla, tenía sus días contados.
El 29 de mayo de ese mismo año, las tropas japonesas comenzaron la ocupación de la isla. La falta de disciplina y los desmanes cometidos por el ejército de la recién proclamada República facilitaron la ocupación japonesa. El presidente de la República de Formosa Tang Jingsun huyó a Xiamen, en la costa de Fujian, y el gobernador japonés Kabayama asumió formalmente su cargo en una ceremonia en Taipéi el 17 de junio de 1895.
El ejército japonés sometería finalmente a todo el territorio de Taiwán el 19 de octubre, cuando el general Liu Yongfu abandonó la ciudad de Tainan en el sur, último bastión de la República de Formosa. Liu huyó a Xiamen y los japoneses se hacían así con el control completo sobre la isla, convertida en parte integral del territorio nacional de Japón.
Los japoneses tuvieron que enfrentarse a numerosas dificultades para controlar Taiwán. Por un lado, numerosos grupos armados ("bandidos", para las autoridades japonesas) mantuvieron operaciones de guerrilla contra los japoneses, quienes además tenían graves problemas de comunicación con la población local. Aunque Japón envió a la isla intérpretes de chino mandarín, la mayor parte de la población china hablaba los dialectos min del sur y hakka y no entendía el mandarín, ni mucho menos el japonés.

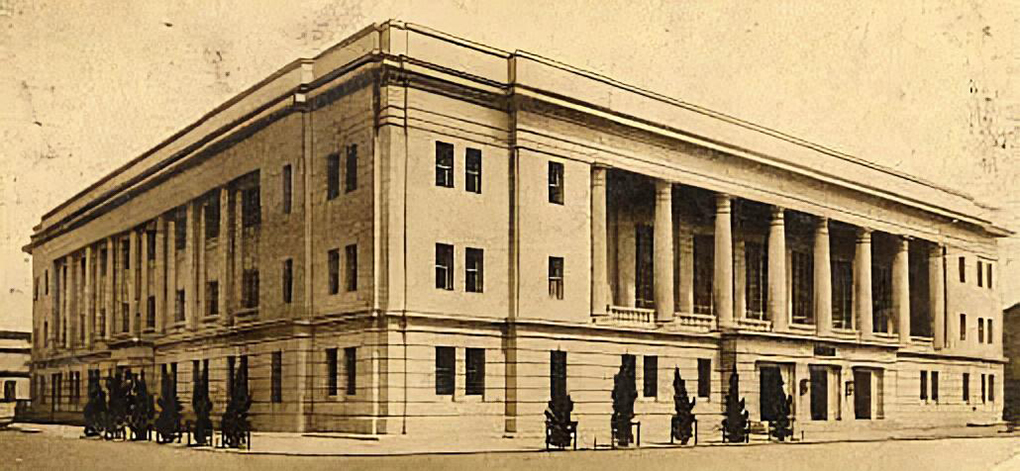
Sede del Banco de Taiwán, el banco central establecido por las autoridades japonesas en 1897.

A pesar de estas dificultades, la capacidad organizativa de los administradores japoneses consiguió poner en marcha un ambicioso plan de modernización y reformas. Para empezar, se llevó a cabo el primer censo riguroso de la población de la isla, que arrojó el resultado de que Taiwán contaba con más de tres millones de habitantes, de los cuales más de dos millones y medio eran de origen chino. También se comenzó la construcción del ferrocarril entre Keelung y Kaohsiung, y se fundó un banco central encargado de la emisión de moneda.
Hasta 1919, Taiwán pertenecía a Japón como una gobernación especial, en la que se aplicaba un sistema legal diferente del japonés. En este sentido, Japón reconoció en esta primera época las particularidades culturales de Taiwán, considerado como un territorio diferenciado del archipiélago japonés. Hasta ese año, el puesto de gobernador general correspondía a un militar.
A partir de 1919, comienza la época de asimilación. Por un lado, la pacificación de la isla permitió que el puesto de gobernador general pasara a estar ocupado por civiles. En esta época se avanzó en la equiparación legal de taiwaneses y japoneses, levantándose la prohibición de matrimonio entre ambos grupos. En el ámbito económico, el desarrollo de la agricultura hizo que a Taiwán se la considerara "el granero de Japón".
En 1937 el comienzo de la segunda guerra sino-japonesa, que posteriormente pasaría a ser parte de la Segunda Guerra Mundial, hizo que el puesto de gobernador general volviera a recaer en un militar, el almirante Seizo Kobayashi, que inició la llamada política de "japonización". Durante este periodo, se forzó el uso obligatorio de la lengua japonesa, se obligó a los taiwaneses a adoptar nombres japoneses, y se impuso el sintoísmo como religión. El intento de inculcar en la población local un sentimiento nacional japonés era una necesidad más impuesta por la ambiciosa guerra expansionista en Asia, para la cual Japón hubo de reclutar numerosos soldados en todo su territorio, incluido Taiwán.
Tras la rendición japonesa el 15 de agosto de 1945, la mayor parte de la población taiwanesa ignoraba qué iba a pasar con la situación de la isla. Las potencias aliadas vencedoras en la Segunda Guerra Mundial habían decidido ya que Taiwán sería devuelta a China, tal como se había acordado en las declaraciones de El Cairo en noviembre de 1943 y de Potsdam en julio de 1945. Esto resultó ser legalmente discutible, puesto que Japón no renunció a su soberanía sobre Taiwán hasta el 28 de abril de 1952, con la entrada en vigor de la Tratado de Paz de San Francisco. Y, además, este tratado tampoco menciona qué nación ejercería la soberanía en la isla, lo que complicó aún más el estatus político de Taiwán.
La salida de los japoneses de la isla llevaría aún algún tiempo. En aquel momento, la población japonesa en la isla, incluidos los militares, era de casi medio millón de personas, que abandonarían la isla a lo largo de los siguientes meses. El 31 de mayo de 1946, tras completarse la salida de la población japonesa, el nuevo gobierno de Japón clausuró la Oficina del Gobernador de Taiwán. El último gobernador japonés, Likichi Ando, había sido ya detenido como criminal de guerra el 13 de abril de ese mismo año, y fue enviado a Shanghái, donde se suicidó antes de que pudiera ser juzgado por un tribunal chino.

## Taiwán bajo la República de China
El líder militar de la República de China Chiang Kai-shek declaró rápidamente a Taiwán provincia de China y nombró a Chen Yi como gobernador de la provincia. Chen Yi asumiría su cargo provisionalmente en la capital del periodo de guerra Chongqing, donde aún estaban ubicadas las instituciones de la República de China, que poco a poco se irían desplazando a la capital Nankín.
El primer grupo de funcionarios del gobierno chino llegó a Taiwán a bordo de un navío militar estadounidense el 5 de octubre de 1945, y el 17 de octubre llegarían unos 12 000 soldados chinos, del ejército del gobierno nacionalista del Kuomintang, que divididos en dos regimientos desembarcaron en la ciudad norteña de Keelung, desde la que se dirigieron a Taipéi. Las tropas chinas llegaron en barcos estadounidenses y contaron con el apoyo logístico del gobierno de Estados Unidos para ocupar la isla.
El 24 de octubre el gobernador Chen Yi llegó a Taipéi y el 25 de octubre se celebró una ceremonia formal por la que la República de China proclamaba su soberanía sobre la isla. Todos los habitantes de la isla pasaban automáticamente a ser considerados ciudadanos de la República de China.

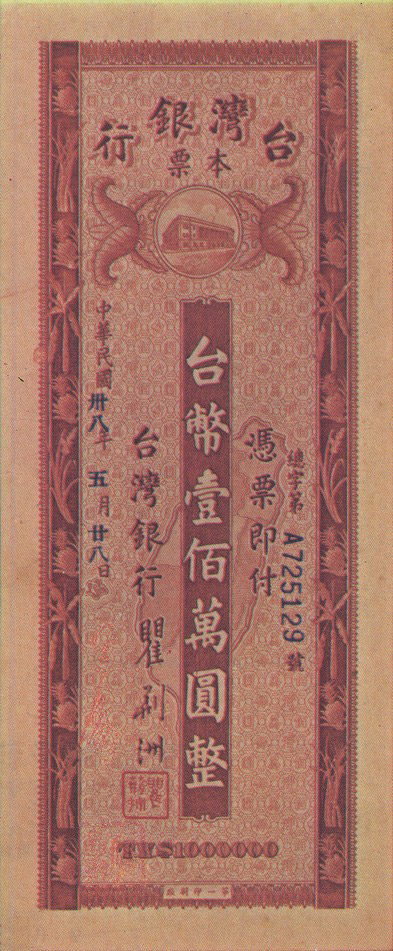
Billete de un millón de yuanes de 1949. La incapacidad para atajar la hiperinflación fue una de las causas del desprestigio del gobierno de la República de China.

El gobierno chino expropió los bienes japoneses en la isla, que pasaron a ser propiedad del estado chino. Una consecuencia de esto fue el deterioro de la administración de muchas de las empresas que habían estado bajo control japonés. La incompetencia y la corrupción de muchos de los nuevos administradores chinos provocó un importante descontento social en la isla, agravado por la hiperinflación sufrida por la nueva moneda, el yuan chino (a veces traducido como dólar chino).
Las crecientes protestas contra las autoridades chinas en la isla, encabezadas por Chen Yi, alcanzaron un momento trágico en el llamado Incidente del 28 de febrero. En aquella fecha se produjeron numerosas protestas contra las autoridades, así como agresiones a chinos continentales, que provocaron la reacción enérgica de las autoridades. Durante los siguientes dos meses, el ejército persiguió de manera brutal a los instigadores de las protestas, provocando varios miles de muertos (algunas estimaciones hablan de entre 3000 y 4000 muertos). Las presiones internacionales, sobre todo de EE. UU., llevaron a Chiang Kai-shek a ordenar la destitución de Chen Yi.
A estos problemas sociales hay que añadir las dificultades económicas, como la ya mencionada hiperinflación, que se vieron exacerbadas por la reanudación en el continente de la guerra civil entre el gobierno del Kuomintang y el Partido Comunista de China dirigido por Mao Zedong. Curiosamente, la manera en que Taiwán fue entregado al gobierno del Kuomintang con el apoyo de EE. UU. permitió a este partido organizarse en la isla, donde el Partido Comunista no tenía presencia. Esto posibilitaría la retirada de las tropas del Kuomintang a Taiwán después de que los comunistas salieran victoriosos en el continente, donde Mao Zedong proclamó la República Popular China el 1 de octubre de 1949.
En diciembre de ese año, Chiang Kai-shek abandonó Chengdu, la última capital provisional en el continente del gobierno del Kuomintang. A partir de entonces, Taipéi se convertiría en la nueva capital provisional de la República de China. La guerra civil china concluía así con la división de China en dos regímenes enfrentados. A partir de 1949, Taiwán continuó bajo la administración del régimen de la República de China y con la constitución aprobada en Nankín en 1947. Esto ha generado una compleja situación política y diplomática, que se ha prolongado hasta la actualidad.
Para la historia de este periodo más reciente, véase el artículo Historia de la República de China en Taiwán.